# Hidromorfon
A hidromorfon egy szelektív opioid agonista. 

## Hatása
Mint a többi opioid típusú fájdalomcsillapító, a hidromorfon is alapvető farmakológiai hatását a központi idegrendszerre és a simaizomzatra fejti ki. Ezen hatások kialakulását és módosítását speciális opioid receptorokhoz kötődve idézi elő. 
A hidromorfon többször hatékonyabb, de rövidebb ideig tartó hatással rendelkezik, mint a morfin. Főleg analgetikus, anxiolitikus, köhögéscsillapító és nyugtató. A hatások különbözőek, egyebek között említhető az álmosság, hangulatváltozás, légzőszervi depresszió, csökkent gyomor- és bélmozgékonyság, hányinger, hányás, valamint az endokrin és a vegetatív idegrendszer módosulása. Légzésdepressziót elsősorban az agyi légzőközpontra gyakorolt közvetlen hatása révén okoz.
Az opioidok hányingert, hányást idézhetnek elő a medulla hátsó részében elhelyezkedő emezisért felelős kemoreceptorok közvetlen ingerlése által.
Az opioidok befolyásolhatják a hipotalamikus- agyalapi- adrenerg- vagy az ivarszervek idegpályáit. 
A látványos változások a szérum prolaktinszint emelkedésében, a plazma kortizol- és tesztoszteronszint csökkenésében nyilvánulnak meg. A klinikai tüneteket ezek a hormonális változások okozhatják.

## Fordítás
- Ez a szócikk részben vagy egészben  a   Hydromorphone című angol Wikipédia-szócikk fordításán alapul.  Az eredeti cikk szerkesztőit annak laptörténete sorolja fel. Ez a jelzés csupán a megfogalmazás eredetét és a szerzői jogokat jelzi, nem szolgál a cikkben szereplő információk forrásmegjelöléseként.